# Claudia Acuña

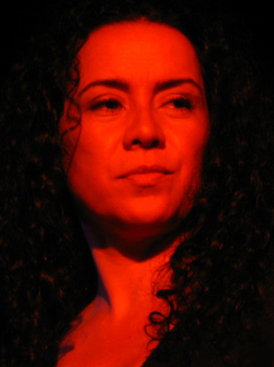
Claudia Acuña

Claudia Acuña (* 31. Juli 1971 in Santiago de Chile) ist eine chilenische Jazzsängerin.
Acuña wuchs in Concepción auf und sang als Jugendliche sowohl traditionelle Folk-Musik als auch aktuelle Pop-Titel, bevor sie im Alter von fünfzehn Jahren den Jazz für sich entdeckte. Sie machte sich schnell einen Namen in der kleinen Jazz-Szene von Santiago, wo sie auch mit ausländischen Musikern wie Wynton Marsalis, Michel Petrucciani, Joe Lovano und Danilo Pérez auftrat.
1995 ging sie nach New York, wo sie in verschiedenen Jazzclubs, u. a. in der Zinc Bar und Smalls auftrat, bald regelmäßig mit Jason Lindners Big Band und mit dem Pianisten Harry Whitaker. Mit dem Bassisten Avishai Cohen nahm sie ein Demotape auf, das ihr einen Vertrag bei Verve Records brachte. Dort erschien 2000 ihr erstes Album The Wind From the South. Danach trat sie auf zahlreichen Festivals auf und arbeitete als Sidewoman u. a. von Guillermo Klein, Antonio Hart, Alex Norris, Avi Leibovich, Mark Elf, Danilo Pérez, Tom Harrell und George Benson.

## Diskographie
- Wind from the South mit David Sánchez, Diego Urcola, Harry Whitaker, Avishai Cohen, Jeff Ballard, Jason Lindner, 2000
- Rhythm of Life mit Billy Childs, Dave Holland, Jeff Tain Watts, Romero Lubambo, Kim Smith, Krista Bennion Feeney, Rick Gordon, Myron Lutzke, Sara Cutler, Sherman Irby, Luisito Quintero, Avi Leibovich, Anca Nicolau, Jason Lindner, 2002
- Luna mit John Benítez, Joe Ferla, Gene Jackson, Luisito Quintero, Jimmy Greene, Bethany Yarrow, 2004
- Duo (Ropeadope, 2022)